# 高安 (ラーメン店)
中華そば高安（ちゅうかそばたかやす）は京都府京都市左京区一乗寺にあるラーメン店である。京都のラーメン店としては知名度の高い店の一つ。

## 概要
1999年創業。創業以来、大原街道（東大路通を1本西に入った通り）に店舗を構えていたが、2006年3月に東大路通沿いの現店舗に移転。

## 特徴
スープはクリーミーなこってり系。中華そばのトッピングはチャーシュー、ネギ、メンマである。また限定メニューのすじ肉の煮込みが入るスジラーメンもあり、人気商品のため売り切れる事もある。また、サイドメニューの巨大な薄めのカレー風味のからあげも人気がある（食べ切れなかった場合、持ち帰りも可能）。
大相撲力士の髙安晃がお気に入りの店としても知られるようになっている。
静岡県静岡市駿河区に、本店で修行した者が開業した店が存在する。